# アルタニア (客船)
アルタニア (MV Artania)は、ドイツのフェニックス・ライゼンが運航しているクルーズ客船。
1984年にプリンセス・クルーズの「ロイヤル・プリンセス (Royal Princess)」として就航し、2005年にP&Oクルーズに移籍、「アルテミス (Artemis)」と改名し、2011年に、アルタニアと改名、現在に至っている。
プリンセス・クルーズの船名は1984年11月15日にダイアナ妃により命名された。